# Myrmecaelurus major
Myrmecaelurus major är en insektsart som beskrevs av Mclachlan in Fedchenko 1875. Myrmecaelurus major ingår i släktet Myrmecaelurus och familjen myrlejonsländor. Inga underarter finns listade i Catalogue of Life.